# Zarka al-Yamama
Compléments
Inventrice du khôl et voyante dans le folklore arabe.
Zarka al-Yamama (en arabe : الزرقاء اليمامة ou زرقاء اليمامة, Zarqāʾ al-Yamāma ou Az-Zarqāʾ al-Yamāma, « la femme aux yeux bleus de Yamama ») est une personnalité semi-légendaire arabe, qui aurait vécu au Ve siècle, à la période de la Jâhilîya. Elle aurait été exécutée par crucifiement à la suite de l'attaque de Yamama par Hassan, roi de Himyar. 
Dans le folklore arabe, elle passe pour l'inventrice du khôl et une voyante exprimant ses oracles en vers. La tradition la dit dotée d'une vision perçante pouvant voir un objet à 30 km de distance, d'où le proverbe arabe : « voir mieux que Zarka al-Yamama » (en arabe : أبصر من زرقاء اليمامة). En 1889, dans sa traduction du Diwan d'Al-Hansa’, Victor de Coppier surnomme Zarka « la Cassandre de l’Illiade arabe ». 
En 1966, le poète palestinien Izz al-Din al-Manasra est le premier à faire appel à Zarka al-Yamama dans la poésie arabe moderne, faisant d'elle symbole de la lutte palestinienne. Depuis les années 1960, Zarka al-Yamama est devenue un mythe littéraire en relation avec les crises politiques, militaires et sociales. 

## Légende

### L'attaque d'al-Yamama
De la tribu de Tasm, elle est mariée à la tribu cousine des Djadis, qui massacre la première. Un survivant réussit à demander l’aide du roi Hassan de Himyar. Bien que l’armée marchant sur Yamama soit camouflée par des arbres et des branchages, Zarka remarque la ruse. Les Djadis ne la croient pas et l’armée de Hassan prend la ville. Il capture la femme pour lui arracher les yeux, avant de la faire crucifier à la porte de la ville. Un noyau historique des événements sont préservés dans les Mu'allaqât des poètes pré-islamiques Nabigha et A'sha et Harith ibn Hilliza.

### Inventrice et voyante
Dans la littérature arabe, elle est réputée comme l'inventrice du khôl, poudre maquillant les yeux, autrefois composée avec de l'antimoine. Hassan remarque de l'antimoine dans les yeux arrachés de Zarka.
L'historien Tabari (mort en 923) écrit que Zakra est célèbre son intuition, sa vue perçante et sa capacité à prédire et à voir les événements avant qu'ils ne se produisent.

### Relation lesbienne
À l’époque de l’islam primitif circulent des médisances l’accusant d’être lesbienne, amante de Hind bint al-Nu‘man, princesse lakhmide d’al-Hira. Cependant, la princesse ayant vécu au VIIe siècle, trois siècles les séparent. Cette affirmation calomnieuse avait déjà été combattue par le poète Abd-al-Kadir al-Baghdadi dans son Khizana.

## Dans la culture

### Littérature
Depuis les années 1950, Zarka est une figure qui revient régulièrement dans la littérature arabe, lors de périodes de désastres politiques, militaires et sociétaux. Le premier à utiliser sa légende est le poète palestinien Izz al-Din al-Manasra en 1966, six mois avant la guerre des Six Jours, en faisant un symbole de la lutte palestinienne. En 1969, son ami le poète égyptien Amal Dunqul publie une collection de poèmes, dont al-Bukāʾ bayna yaday Zarqāʾ al-Yamāma (« Pleurs entre les mains de Zarka al-Yamama ») est le poème-titre, dans laquelle il critique sévèrement la situation actuelle du monde arabe. En 2011, durant le Printemps arabe, la poétesse égyptienne Khanan Shahin utilise la figure de Zarka pour exprimer ses peurs sur les conséquences si la révolution en cours venait à être manquée. 

### Autres
En 2021, le cinéaste italien Ian Cardinali réalise The Prison of Zarqa : Ahmed, meneur d'émeutiers durant le Printemps arabe, est emprisonné dans un bunker et victime des violences policières. Un homme mystérieux lui raconte le mythe de Zarka, symbole de sagesse, tuée après avoir raconté la vérité.
Le centre culturel Roi Fahd de Riyad crée Zarqa Al-Yamama, son premier opéra en langue arabe, dont la première représentation publique a lieu le 25 avril 2024. La musique est composée par l'australien Lee Bradshaw et la mise en scène par le suisse Daniele Finzi Pasca. La soprano britannique Sarah Connolly a le rôle-titre.